# Encyoposis brevistigma
Encyoposis brevistigma är en insektsart som beskrevs av Peter Esben-Petersen 1931. 
Encyoposis brevistigma ingår i släktet Encyoposis och familjen fjärilsländor. Inga underarter finns listade i Catalogue of Life.